# Serge Arcuri
Serge Arcuri (* 10. Juni 1954 in Beauharnois/Québec; † 27. Juni 2024) war ein kanadischer Komponist.

## Leben
Arcuri studierte Musikanalyse (erster Preis 1979) und Komposition (erster Preis 1981) am Conservatoire de musique du Québec à Montréal bei Gilles Tremblay, anschließend (1984/85) Elektroakustik an der Universität Montreal bei Yves Daoust und Marcelle Deschênes.
Bereits 1981 erhielt er den Sir Ernest MacMillan Award der Composers, Authors and Publishers Association of Canada (CAPAC) für sein Orchesterwerk Agrégats. Im Wettbewerb für junge Komponisten des CBC National Radio gewann er 1984 für das Stück Résurgence Preise in zwei Kategorien. Er erhielt in der Folgezeit Kompositionsaufträge u. a. von der Société de musique contemporaine du Québec (Prologue, 1985) und der Fédération des orchestres de jeunes du Québec (Brumes und Amers, 1986).
Von 1985 bis 1988 war Arcuri Präsident der Association pour la création et la recherche électroacoustiques du Québec, außerdem war er Mitglied der Canadian Electroacoustic Community und der Canadian League of Composers.
Er starb am 27. Juni 2024 im Alter von 70 Jahren nach langer Krankheit.

## Werke
- Agrégats für Orchester, 1979
- Resonance für Harfe 1982
- Resurgence für Tonband, 1982, (choreographierte Aufführung mit Manon Levac 1982)
- Chronaxie ou 'ce désert acharnement de couleurs für Schlagzeug solo und Tonband, 1984 (auf LP und CD von Beverley Johnston aufgenommen)
- Prélude aux méandres für Tonband, 1985
- Prologue für kleines Instrumentalensemble und Tonband, 1985
- Brume, 1986
- Amers für Orchester, 1986
- Lueurs für Horn, Schlagzeug und Tonband, 1987
- Murmure für Tonband, 1989
- Bandoneon für Akkordeon und Tonband, 1990 (UA mit Joseph Petric)
- Soliloque für Violine, 1991
- Errances für Oboe d’amore, Harfe und Tonband, 1992
- Arborescences für Marimba, Vibraphon, Schlagzeug und doppeltes Streichorchester, 1992
- Fresques für Englisch Horn, zwei Schlagzeuge und zwei DX 7, 1992
- Récifs für Tonband, 1993
- Sitio für Cembalo, 1993
- Infinite spaces für Orgel, 1994
- Musik zum Film Liste Noire, 1995
- La porte des sables für Oboe, Englisch Horn, Schlagzeug und Tonband, 1995
- Fragments für Klavier, 1997
- Épisodes für Streichorchester, 2001 (UA durch das Orchestre baroque de Montreal unter Joel Thifault)
- Les furieuses enluminures für Klavier, Streichquartett, Flöte und Klarinette, 2001
- Migrations für Flöte und Tonband, 2003 (UA mit Josée Poirier)
- Bonnes Nouvelles, Kindertheater von Marie-Hélène da Silva in Zusammenarbeit mit Michael Oesterle, 2004
- Ancient Temples für Schlagzeug solo, 2006